# Dj Hell
Гельмут Йозеф Гаєр (нар. 6 вересня 1962, Альтенмаркт-на-Альці, Баварія, Німеччина) — музикант, композитор, діджей, більш відомий під псевдонімом DJ Hell. Засновник звукозаписної компанії International DeeJay Gigolo Records. Один з родоначальників електроклеша, одного з напряму електронної музики.

## Біографія
Гельмут Гаєр в юності захоплювався панк-роком. У 1980 роки спробував поєднати панк музику з елементами хіп-хопу, електро та New Wave в своїх виступах як диск-жокея. Перший сингл «My Definition of House Music» став дуже популярним в клубній культурі, після перевидання синглу бельгійської рекординговою компанією «R&S Records».
У 1993—1994 роках Гельмут Гайер співпрацював з берлінським лейблом «Hardwax Records». Проте перший повноформатний альбом діджея вийшов на студії «Disko B» в 1994 році і називався «Geteert und Gefedert».
У 1996 році Гельмут Гайер заснував на сьогодні всесвітньо відомий лейбл International Deejay Gigolos. За роки існування компанії, під її маркою випустились такі музиканти, як Vitalic, Zombie Nation, Miss Kittin, Девід Carretta і багато інших.
Сьогодні Dj Hell є одним з найбільш популярних європейських діджеїв.[джерело?]

## Цікаві факти
- Арнольд Шварценеггер одного разу подав на Гаєра до суду за незаконне використання його образу на логотипі бренду. Гаєр довелося змінити зображення Шварценеггера на образ Сіда Вішеса, а пізніше — Аманди Лепор.
- Діджей не раз висловлювався про свій намір організувати в Києві гей-парад в дусі знаменитого техно-фестивалю Love-parade.[1]
- Dj Hell надає фінансову підтримку радикальному ексгібіціоністському руху FEMEN.[2]